# Augustin Barruel
Augustin Barruel, nombre de nacimiento Augustin de Barruel (Villeneuve-de-Berg, Ardèche, 2 de octubre de 1741-París, 5 de octubre de 1820), fue un sacerdote jesuita, periodista y polemista católico francés ultramontano. Ahora se le conoce sobre todo por hacer conocida la teoría de la conspiración que implicaba a los Illuminati bávaros y a los jacobinos en su libro Memoria para servir a la historia del Jacobinismo, (título original Mémoires pour servir à l'Histoire du Jacobinisme), publicado en 1797. En síntesis, Barruel escribió que la Revolución Francesa fue planeada y ejecutada por las sociedades secretas.

## Vida
Nacido en el seno de una familia noble, había estudiado en el colegio jesuita de Tournon antes de entrar en la Compañía de Jesús. Enseñaba en el colegio de Toulouse cuando el decreto de Luis XV (1764) suprimió la Compañía de Jesús en el reino de Francia. Queriendo seguir siendo jesuita, partió para Polonia, pero el provincial le envió a enseñar Teología en Chomutov. Tras su ordenación sacerdotal, enseñó literatura en Uherské Hradiště (Moravia) y, luego, acompañó como tutor por Italia a los hijos de un noble eslovaco. Estaba en Aviñón al promulgarse la supresión de la Compañía de Jesús (1773).
De vuelta en Francia, fue preceptor (1774-1777) de los hijos del príncipe Francisco Javier de Sajonia y, después, capellán de la princesa de Conti, en París, mientras que se dedicaba a escribir. Desde 1781 a 1788, publicó Les helviennes contra los enciclopedistas y, de 1788 a 1792, casi solo redactó el Journal Ecclésiastique, en el que empleó su habilidad polémica para enfrentarse con los partidarios de la revolución.
Opuesto a la Constitución civil del clero, para evitar la prisión e incluso la guillotina durante las masacres de septiembre de 1792, se exilió a Inglaterra, donde fue bien acogido, y por diez años se dedicó a la labor de escritor. Su Histoire du clergé pendant la Révolution Française, en la que denuncia la persecución religiosa, y especialmente sus Mémoires pour servir à l'histoire du jacobinisme tuvieron gran éxito; ambas obras fueron reeditadas y traducidas a varios idiomas. Barruel sostuvo que la Revolución francesa no fue espontánea, sino el resultado de una conspiración de philosophes y altos grados de la francmasonería.
A su vuelta a París (septiembre 1802), publicó Du pape et de ses droits religieux, una defensa del concordato de 1801. Fue nombrado canónigo de la Catedral de Notre Dame y colaboró en varios periódicos católicos. En 1811, se le detuvo por apoyar a Pío VII contra Jean-Sifrein Maury, que intrigaba por un arzobispado. Poco más de un año después (14 de octubre de 1815) de la restauración de la Compañía de Jesús por Pío VII, fue readmitido en la orden, aunque para no comprometer a los jesuitas siguió viviendo en su antiguo domicilio hasta la Navidad de 1819, cuando enfermo pasó a la comunidad jesuita de París.
Fue, junto con Mons. Gaume, uno de los principales escritores contrarrevolucionarios franceses de la primera mitad del siglo XIX.

## Pensamiento
Afirmó que la mano de la masonería y de los illuminati estaba detrás de la Revolución francesa en su libro Memoria para servir a la historia del Jacobinismo, aparecido en cuatro volúmenes entre 1797 y 1799. La obra conoció un gran éxito y fue traducida a numerosas lenguas y reimpresa varias veces. Sostiene que los Iluminados de Baviera, grupo fundado el primero de mayo de 1776 por Adam Weishaupt, quería infiltrarse en la Masonería a fin de manipularla contra la Iglesia y la Realeza por parte de filósofos ateos, francmasones e iluminados; esta es la que llamó una "conspiración de filósofos" que conoció gran éxito en los medios contrarrevolucionarios. Sus teorías son parecidas, pero independientes, a las de su contemporáneo, el científico y masón John Robison.
Sus obras tuvieron gran repercusión entre los propagandistas monárquicos absolutistas y los carlistas y tradicionalistas españoles, traducidas por el obispo de Vich Ramon Strauch, O.F.M., y repetidas incesantemente por Fernando de Ceballos, Rafael de Vélez, Francisco Alvarado (más conocido como El filósofo rancio), Agustín de Castro, Nicolás Díaz el Setabiense, Lorenzo Hervás y Panduro y otros propagandistas del clericalismo reaccionario antiliberal y ultracatólico.